# Bohrwerkdreher
Bohrwerkdreher sind in der mechanischen industriellen Fertigung tätig.
Bohrwerkdreher stellen vor allem Maschinenteile und Fahrzeugteile aus Stahl, Gusswerkstoffen, Nichteisenmetallen und Kunststoffen an Bohrwerken und Fräsmaschinen her. Sie bringen Bohrungen jeden Durchmessers an, die hinsichtlich Durchmesser, Oberfläche und Lage äußerst exakt sein müssen, weil sie beispielsweise Lager für Achsen und Wellen aufzunehmen haben. Weiterhin begradigt der Bohrwerkdreher vorgegossene Flächen oder parallelisiert sie. Eine sorgfältige, gewissenhafte und genaue Arbeitsweise ist für die Tätigkeit erforderlich. Werkstücke bis zur Größe eines Airbus-Mittelabschnittes oder Turbinenläufer-Gehäuses werden auf solchen Maschinen gefertigt. Bis in die 1980er Jahre war dieser Beruf gefragt und gut bezahlt. In den meisten Unternehmen wurde indes im Akkord und in Wechselschicht gearbeitet.
Die Ausbildung zum Bohrwerkdreher ist seit dem 15. Januar 1987 nicht mehr möglich. Sie wurde zwischenzeitlich mehrfach erneuert. Der derzeit gültige Nachfolgeberuf ist Zerspanungsmechaniker.